# イーダイオス
イーダイオス（古希: Ἰδαῖος, Īdaios）は、ギリシア神話の人物である。長母音を省略してイダイオスとも表記される。主に、
- プリアモスの伝令使
- ダレースの子
- パリスの子

が知られている。以下に説明する。

## プリアモスの伝令使
このイーダイオスは、トロイアの王プリアモスの伝令使である。トロイア戦争では、ヘクトールと大アイアースの両軍を代表した一騎討ちが日没に達しても決着がつかなかった際に、アガメムノーンの伝令使タルテュビオスとともに戦いを止めた。その夜、イーリオスではアンテーノールがヘレネーを返還すべきという提言をしたのに対し、パリスはこれを拒否したが、ヘレネー以外のアルゴスから持ち去ったものを返却することに加えて、自身が持つ財宝を贈ることを提案した。そこでイーダイオスはプリアモスの命でギリシア陣営にパリスの言葉と、遺体を火葬し終わるまで休戦するという提案を伝えた。イーダイオスはギリシアの武将たちにパリスの言葉を伝えた際には「そうなる前にパリスがこの世から消えておけば良かったのであるが」という言葉を発している。これに対してディオメーデースは、パリスからも、ヘレネーからも、いかなる財宝を受け取ってはならないと主張した。その後、アガメムノーンの休戦の提案に賛成する言葉をトロイア側に伝えた。イーダイオスがイーリオスに帰還してギリシア人の意向を伝えると、両軍ともに戦死者の火葬に取りかかった。
プリアモスがヘクトールの遺体の返還を求めて密かにアキレウスの陣営を訪れた際には、プリアモスが乗った四輪車の御者を務めた。

## ダレースの子
このイーダイオスは、鍛冶神ヘーパイストスの神官ダレースの子で、ペーゲウスと兄弟。ともに武芸に長けた戦士で、トロイア戦争ではペーゲウスとともに戦車を駆り、徒歩で戦うディオメーデースと戦った。しかしペーゲウスが討たれたとき、イーダイオスは兄の遺体を守って戦うことをせず、戦車から飛び降りた。このときヘーパイストスは年老いたダレースが悲しまないように、イーダイオスを闇に包んで救った。

## パリスの子
このイーダイオスは、トロイアの王子パリスとヘレネーとの間に生まれた子で、ブノマス、コリュトスと兄弟。トロイア戦争の末期にプリアモスの宮殿の屋根が倒壊し、パリスの子供たちは巻き込まれて死んだ。

## その他の人物
- トロイア王家の祖ダルダノスとパラースの娘クリュセーの子で、ディマースと兄弟[7]。
- コリュバンテスの1人[8]。
- トロイアの王プリアモスの子[9]。